# Redline (2007)
Redline is een Amerikaanse  actiefilm uit 2007. De film kreeg veel kritiek omdat producent Daniel Sadek gebruik maakte van subprime-leningen om de film te financieren. Dit type leningen was een oorzaak van de kredietcrisis. De film werd heel slecht ontvangen: hij behaalde een zeldzame 0%-score op Rotten Tomatoes, wat betekent dat alle recensies verzameld door de website negatief waren. De film wist maar 8 miljoen dollar op te brengen, tegenover een budget van 26 miljoen.

## Rolverdeling
- Nathan Phillips - Carlo
- Nadia Bjorlin - Natasha Martin
- Jesse Johnson - Jason
- Angus Macfadyen - Michael D'Orazio
- Tim Matheson - Jerry Brecken
- Eddie Griffin - Infamous
- Denyce Lawton - Mianda
- Kevin Levrone - Sante
- Barbara Niven - Sally Martin
- David Dayan Fisher - the Godfather
- Hal Ozsan - Mike Z
- Todd Lowe - Nick